# Il capitale umano - Human Capital
Il capitale umano - Human Capital (Human Capital) è un film del 2019 diretto da Marc Meyers.
Il film è liberamente ispirato all'omonimo romanzo di Stephen Amidon, già adattato nel 2013 con il film italiano Il capitale umano di Paolo Virzì.

## Trama
La giovane studentessa Shannon intrattiene una relazione sentimentale con il figlio del ricco affarista Quint Manning, investitore in fondi speculativi. Accade così che le due famiglie entrino in contatto, per quanto sostanzialmente differenti sotto molti punti di vista. Il padre di Shannon, Drew, ha le ambizioni per ottenere qualcosa di più dalla sua grigia esistenza ma non possiede le risorse per farlo: l’incontro con Manning potrebbe rappresentare il colpo di fortuna che cercava. L’occasione arriva al loro primo incontro: partner di doppio a tennis. Drew, fiuta l’opportunità per potersi arricchire e sognare il benessere chiede la possibilità di investire nel fondo, confidando su un’operazione finanziaria apparentemente garantita. Ma, per potersi permettere l’affare, gli occorrono 300.000 dollari oltre a garanzie di solvibilità sul proprio patrimonio, così, ottiene un prestito e falsifica i propri documenti pur di raccogliere la somma necessaria con ogni strumento, finendo per esporsi pericolosamente. Come prevedibile, nulla andrà come previsto, il fondo di Quint va a rotoli.
Il film si apre con un misterioso incidente, che coinvolgerà le due famiglie ed i loro figli e daranno il via a una catena di eventi che potrebbe travolgere ciascuno di essi. Attraverso una serie di flashback, nei quali la storia ogni volta è raccontata dal punto di vista di un diverso protagonista, lo spettatore scopre che l’autore dell’incidente é Ian il nuovo ragazzo di Shannon, che guidava l’auto del figlio di Quint, quest'ultimo, ubriaco veniva riportato a casa da Shannon con un’altra auto. Drew riesce a scoprire la cosa e si offre di scagionare il figlio di Quint solo dietro la restituzione del proprio capitale investito. Il film si chiude mostrando la chiusura di tutta la storia, Ian in carcere che riceve la visita di una Shannon innamoratissima, le due famiglie che tornano alla normalitá, Shannon che fa visita al luogo dell’incidente omaggiando la memoria della vittima.

## Distribuzione
Il film è stato presentato in anteprima il 10 settembre 2019 al Toronto International Film Festival.